# Política contra el huachicol en México de 2019

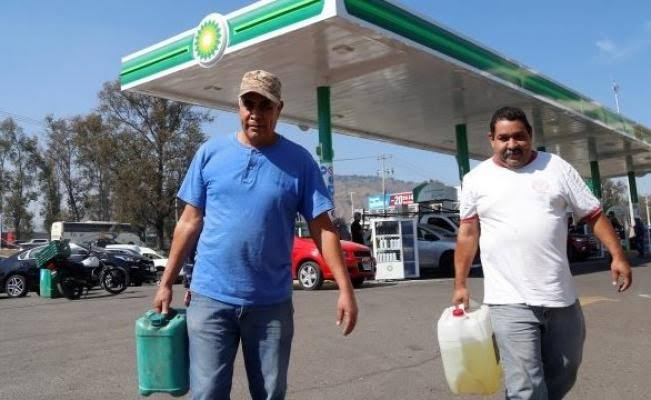
Dos hombres comprando gasolina en galones como consecuencia del desbasto por el plan contra el huachicol.

El combate al huachicol es una estrategia del gobierno federal de México para evitar la venta y extracción ilegal de hidrocarburos en dicho país.

## Antecedentes
En 2018, el entonces candidato presidencial, Andrés Manuel López Obrador realizó promesas de campaña entre las que incluía «Desterrar la corrupción» y «No habrá gasolinazos» los cuales retomó en sus primeros días de gobierno con el anuncio de la estrategia de combate al huachicol.
El 13 de diciembre, Alfonso Durazo Montaño, secretario de Seguridad, informó la planeación de un proyecto para combatir el robo de combustibles en el cual participaran Petróleos Mexicanos (PEMEX), Secretaría de la Defensa Nacional, Secretaría de Marina, Servicio de Administración Tributaria (SAT) y Procuraduría General de la República (ahora Fiscalía General de la República).
Ya como jefe del ejecutivo, comentó que el robo de hidrocarburos es un problema grave al robarse entre 60,000 y 80,000 millones de pesos al año en combustibles no solo en ductos, incluso dentro de PEMEX.

## Combate
El 18 de diciembre de 2018 la secretaria de Energía, Rocío Nahle García presentó la estrategia para recuperar la industria petrolera.

## Repercusiones sociales
Tras el cierre de los ductos y al pasar los días se presentaron grandes filas en las gasolinerías.
La misma mañana del anuncio en donde afirman la contratación de conductores para pipas, cientos de personas fueron a entregar papeles con la esperanza de ser contratados por sueldos de 29 mil pesos mensuales.
El 18 de enero de 2019 se presentó una explosión en el ducto de gasolina de PEMEX en la comunidad de Tlahuelilpan (Estado de Hidalgo) posterior a la fuga de originada por el robo de combustible, dejando un saldo de 109 personas fallecidas y 40 personas hospitalizadas en diferentes regiones de Hidalgo, Estado de México, Ciudad de México y Estados Unidos.

## Impacto económico
El grupo Citibanamex estimó que el combate realizado tendrá un impacto de 0.1 puntos porcentuales del producto interno bruto.

## Reacciones
El uso de pipas para transportar gasolina en lugar de los ductos ha sido fuertemente criticado por la oposición política y analistas en el tema, el alto riesgo, costoso y tardío para abastecer a las gasolineras de los estados del país .